# 田村未完
田村 未完（たむら みかん、1996年1月24日 - ）は、日本のモデル、グラビアアイドルである。群馬県出身。

## 略歴
高校で部活動として演劇を経験したのち、撮影会モデル、美容院向けのモデルを経験。2020年、ミカン名義でミス湘南ファイナリストとなり、2022年ミス湘南フォトジェニック賞を田村名義で受賞。以降、水着モデルとしても活動する。2022年以降は田村、ミカンとバラバラだった名義を「田村未完」に統一。
通っているジムのトレーナーから、目標を持ったほうが良いと勧められたことを受け、2022年5月にはミスヤングチャンピオンにエントリー。7月にはミスFLASH2023セミファイナリスト選出とグラビアオーディションに進出している。

## 人物
群馬県出身、在住。趣味は筋力トレーニング。チャームポイントは目力。また筋肉質な体を挙げている。同オーディションでは記者会見では早口言葉を披露。取材陣には「張り切り過ぎ」と評された。